# Bitwa pod Debre Tabor
Bitwa pod Debre Tabor 1842 była kolejnym starciem o władzę w Etiopii. Podłożem konfliktu były próby obalenia przez dedżazmacza (tytuł arystokraty etiopskiego) Uube Hajle Marjama rządów regenta rasa Alego Małego. Zwycięstwo przypadło w udziale siłom Alego, nie wzmocniło ono jednak jego pozycji w regionie.
W celu pokonania rasa Alego Małego, który dysponował słynną jazdą z ludu Oromo (biorącej udział w bitwie pod Debre Abbay), Uube zdecydował się na zakup europejskiej broni palnej. Rozpoczął też starania o poparcie ze strony abuny (głowy etiopskiego Kościoła Ortodoksyjnego) Salamaj III i ściągnięcie na swoją stronę niezadowolonej ludności wyznania chrześcijańskiego. Pomocy Uube udzielił Francuz Theophile Lefebvre, który przysłał mu niewielką ilość broni oraz kilku rusznikarzy, którzy zajęli się produkcją broni i naprawą kilku starych dział.
W lutym 1842 r. Uube na czele swoich sił pomaszerował w rejon Begiemdyr, gdzie z pomocą Birru Goszu zajął miasto Gonder. Następnie skierował się na południe naprzeciwko nadciągającym siłom rasa Alego. Dnia 7 lutego obie armie spotkały się pod Debre Tabor. Alego wspierali: jego bratanek Birru Aligaz oraz dedżazmacz Merso, brat rywalizującego z nim Uube. Obie strony liczyły po ok. 30 000 ludzi. Bitwę na swoją korzyść rozstrzygnęły lepiej uzbrojone (w broń palną) siły dedżazmacza Uube. Ras Ali Mały z niedobitkami salwował się ucieczką. Dedżazmacz Uube i Birru Goszu świętowali już zwycięstwo, gdy nastąpił niespodziewany atak Birru Aligaza na czele niewielkiego oddziału. Uube został pojmany, Birru Goszu uciekł do Godżamu. Po bitwie Ali Mały mianował Aligaza gubernatorem rejonu Daunt. Dedżazmacz Merso otrzymał natomiast ziemie swojego brata w Tigraju.
Mimo zwycięstwa sytuacja polityczna pogorszyła się na niekorzyść Alego Małego, który nadal posiadał licznych wrogów w Godżamie, Damot, Demiji i Lasta. Poparcia odmówił również Kościół. Chcąc pozyskać przychylność abuny, ras Ali zdecydował się uwolnić Uube. Podjął też walkę z niedawnym sojusznikiem dedżazmaczem Merso, umożliwiając Uube odzyskanie utraconych ziem. Wtedy przeciwko Alemu opowiedzieli się jego muzułmańscy sojusznicy z Uelo, zaniepokojeni obecnością na granicy sił chrześcijańskich Birru Aligaza. W tej sytuacji Ali zaczął szukać poparcia poza granicami kraju, znajdując je w Egipcie. Mimo to Ali nie odzyskał już zaufania swoich poddanych i wkrótce jego miejsce zajął Kassa Hajlu, znany później jako cesarz Teodor II.